# Henry Sackville Joynt Bourke
Henry Sackville Joynt Bourke, britanski general, * 1900, † 1983.